# Yoshie Takeshita
Yoshie Takeshita (jap. 竹下佳江 Takeshita Yoshie; ur. 18 marca 1978) – japońska zawodowa siatkarka występująca na pozycji rozgrywającej.

## Kluby
| Klub            | Kraj    | od        | do        |
| NEC Red Rockets | Japonia | 1996–1997 | 2001–2002 |
| JT Marvelous    | Japonia | 2002–2003 | ...       |

Yoshie Takeshita trzykrotnie (w 2000, 2001 i 2004 roku) została wybrana do najlepszej szóstki japońskiej ligi siatkówki.

## Sukcesy reprezentacyjne
Yoshie Takeshita do narodowej reprezentacji seniorów została powołana po raz pierwszy w roku 1997. Regularnie występowała w latach 2000–2001 i od 2003 do chwili obecnej. Od roku 2005 jest kapitanem drużyny narodowej.
| Rok  | Turniej                     | Pozycja       |
| 1995 | Mistrzostwa Świata juniorek | złoty medal   |
| 2003 | Mistrzostwa Azji            | srebrny medal |
| 2004 | Igrzyska Olimpijskie        | 5. miejsce    |
| 2005 | Mistrzostwa Azji            | brązowy medal |
| 2006 | Igrzyska Azjatyckie         | srebrny medal |
| 2006 | Mistrzostwa Świata          | 6. miejsce    |
| 2007 | Mistrzostwa Azji            | złoty medal   |
| 2012 | Igrzyska Olimpijskie        | brązowy medal |

## Nagrody indywidualne
- Nagroda za największego ducha walki – Puchar Świata (2003)
- Most Valuable Player – Mistrzostwa Świata (2006)
- Najlepsza rozgrywająca – Mistrzostwa Świata (2006)
- Najlepsza rozgrywająca – Grand Prix (2008)
- Najlepsza rozgrywająca – Pucharu Świata 2011